# ジェラール・ウリエ
ジェラール・ウリエ OBE（Gerard Houllier OBE、1947年9月3日 - 2020年12月14日）は、フランス出身のサッカー監督。

## 経歴
英語の教師からサッカー指導者に至った異色の経歴を持つ。1973年に下部リーグの選手兼監督としてサッカー指導者の道を歩み始める。1982年、RCランスの監督に就任してUEFAカップ出場へと導き、続いて率いたパリ・サンジェルマンFCでは1985-86シーズンにリーグ優勝を果たした。
1988年にはフランス代表の強化責任者としてフランス協会に入り、1992年から同代表監督となった。1993年のアメリカW杯ヨーロッパ最終予選では勝つか引き分けるかで本大会出場が決定するブルガリア戦で後半終了間際の失点により敗戦し（パリの悲劇）、本大会出場を逃した責任をとる形で監督を辞任した。その後は若手育成に手腕を発揮し、地元開催となったフランスW杯での優勝に貢献した。
1998年にFAプレミアリーグ・リヴァプールFCの監督に就任すると、2001年にFAカップ、ワージントンカップ、UEFAカップを制しカップ・トレブル（3冠）を達成した。2001年10月、心臓の痛みを訴え緊急入院し、一時は生死も危ぶまれたが、11時間の手術の末に一命をとりとめた。4ヶ月間の療養を経て現場に復帰し、その際リヴァプールの本拠地アンフィールドのファンから拍手で迎えられた。2003-04シーズンはリーグ4位に終わり退団した。
2005年5月、リヨンを4連覇に導いたポール・ル・グエンの後釜としてオリンピック・リヨン監督に就任した。2005-06シーズンに続き、2006-07シーズンもリーグ・アン6連覇（自身が率いてからは2連覇）を達成した。しかし、2シーズン連続ベスト8敗退の雪辱を期したUEFAチャンピオンズリーグでは、決勝トーナメント1回戦で敗退し、一部選手との軋轢も報じられた。2007年5月25日に、オリンピック・リヨンを退団し休養したいと言う意向を発表した。
2007年9月、エメ・ジャケやジャン＝ピエール・モルランの後任としてフランス代表のテクニカルディレクターに就任し、ニューカッスル・ユナイテッドFC監督就任の噂などが報道されるなか3年に渡ってディレクター職を務めていたが、2010年9月25日にマーティン・オニールの後任としてプレミアリーグのアストン・ヴィラFCの監督に就任した。序盤こそ下位に低迷したが、1月にサンダーランドAFCからダレン・ベントを獲得してからは調子が上向き、最終的には9位でシーズンを終えた。しかし、体調不良で入院するなど健康面の不安からシーズン終了後に退任となった。
2012年7月よりオーストリアのレッドブルと契約を結び、オーストリア・ブンデスリーガのFCレッドブル・ザルツブルク、ドイツ・ブンデスリーガのRBライプツィヒ、メジャーリーグサッカーのレッドブル・ニューヨーク、カンピオナート・パウリスタのレッドブル・ブラジルとレッドブル・ガーナ・アカデミーを担当するグローバル・スポーツダイレクターとして活動している。
2020年12月14日月曜日に死去。

## タイトル
パリ・サンジェルマンFC
- リーグ・アン: 1985–86

リヴァプールFC
- UEFAカップ: 2001
- UEFAスーパーカップ: 2001
- FAカップ: 2001
- カーリングカップ: 2001, 2003
- コミュニティシールド: 2001

オリンピック・リヨン
- リーグ・アン: 2005-06, 2006–07
- トロフェ・デ・シャンピオン: 2005, 2006

フランス代表
- UEFA U-19欧州選手権: 1996

個人
- リーグ・アン最優秀監督賞: 2007
- プレミアリーグ月間最優秀監督：3回（1999年12月、2002年3月、2002年10月） ※ 2002年3月の受賞は、フィル・トンプソンとの同時受賞。

## 監督成績
| クラブ               | 就任          | 退任           | 記録 | 記録 | 記録 | 記録 | 記録   |
| クラブ               | 就任          | 退任           | 試合 | 勝ち | 分け | 負け | 勝率 % |
| -------------------- | ------------- | -------------- | ---- | ---- | ---- | ---- | ------ |
| パリ・サンジェルマン | 1985年        | 1988年         | 122  | 55   | 33   | 34   | 045.1  |
| フランス             | 1992年8月26日 | 1993年11月17日 | 12   | 7    | 1    | 4    | 058.3  |
| リヴァプール         | 1998年7月16日 | 2004年5月24日  | 325  | 165  | 81   | 79   | 050.8  |
| オリンピック・リヨン | 2005年5月29日 | 2007年5月25日  | 74   | 48   | 18   | 8    | 064.9  |
| アストン・ヴィラ     | 2010年9月8日  | 2011年6月1日   | 34   | 12   | 9    | 13   | 035.3  |
| 合計                 | 合計          | 合計           | 572  | 289  | 144  | 139  | 050.5  |